# 隘子镇
隘子镇，是中华人民共和国广东省韶关市始兴县下辖的一个乡镇级行政单位。

## 行政区划
隘子镇下辖以下地区：
隘了镇社区、坪丰村、建国村、满堂村、冷洞村、联丰村、风度村、湖湾村、井下村、五星村、石井村、沙桥村、五一村和瑶民村。